# Абу Бакр аш-Шатрі
Абу Ба́кр аш-Ша́трі (араб. أَبُو بَكْر الشَّاطْرِي; нар. 1 січня 1970, Джидда, Саудівська Аравія) — саудівський читець Корану.

## Біографія
Народився 1 січня 1970 року в Джідді, Саудівська Аравія. Має єменське походження.
Навчання читання Корану почав у 5 класі початкової школи, коли почав відвідувати літні курси. Навчався читання Корану під керівництвом Аймана Рушді Сувейда . Отримав іджазу з читання Хафса від Асіма.
Зробив два повні записи Корану. Перший запис було зроблено в  року, а друга — у. Проводив молитви та читав проповіді у багатьох мечетях Саудівської Аравії. Був імамом Забороненої мечеті. В даний час є імамом мечеті аль-Фуркан в Хай Аннасім (Джидда).
У 2013 році став головою журі 14-го Міжнародного конкурсу читців Корану в Москві.
У березні 2020 року переніс коронавірусну інфекцію.
Одружений, має двох синів та доньку.